# Hallerindex

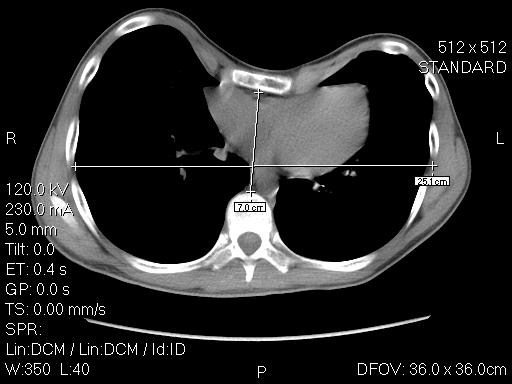
Een CT-scan van borstkas met hallerindex 3,58

De hallerindex, ontwikkeld door Dr. Haller, Dr. Kramer, en Dr. Lietman in 1987, is een getalsmatige verhoudingsmaat voor de menselijke borst. Per definitie is de hallerindex de verhouding van de transversale diameter (breedte van de ribbenkast) en de kortste afstand tussen de wervelkolom en het borstbeen. Deze afstanden kunnen worden gemeten door middel van een CT-scan.De hallerindex is de verhouding:
{\displaystyle HI={\frac {{\mbox{afstand}}1}{{\mbox{afstand}}2}}}
Daarin is
{\displaystyle {\mbox{afstand}}1} de inwendige breedte van de ribbenkast
{\displaystyle {\mbox{afstand}}2} de afstand tussen het borstbeen en de wervelkolom.
Een normale waarde van de hallerindex is gelegen rond 2,5. Afwijkende borstkasontwikkelingen zoals pectus excavatum, waarbij het borstbeen meer naar binnen zit, kan een hallerindex bereiken van 3,25 of zelfs 5,5